# پل فولکیه

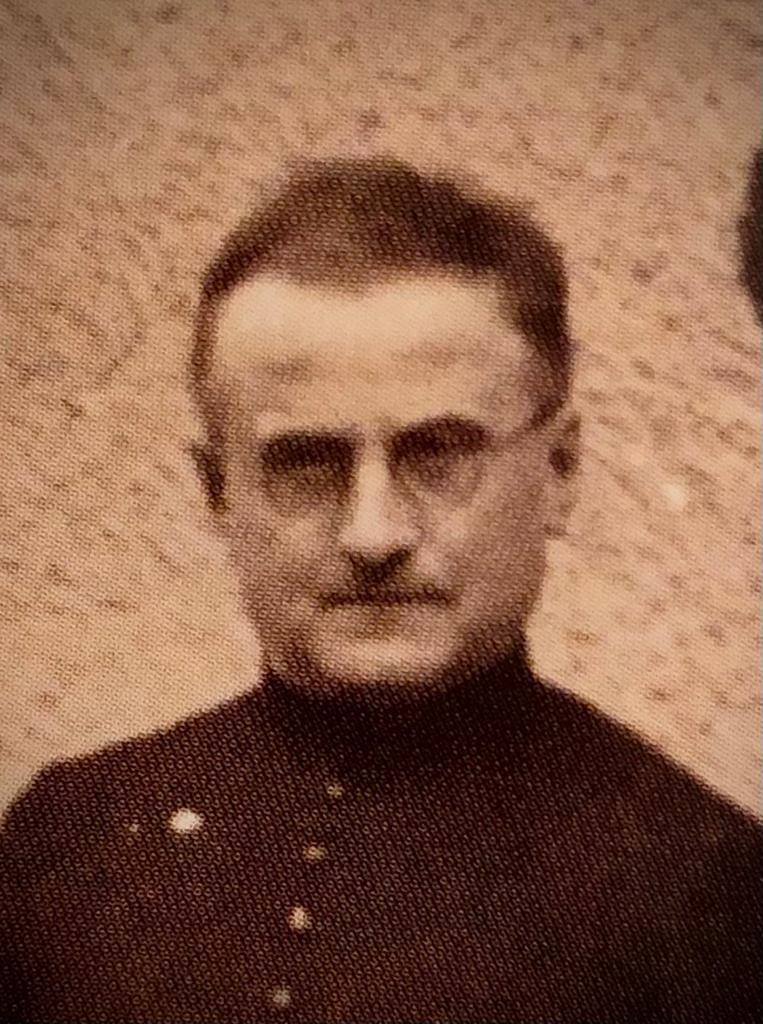
پل فولکیه، نویسنده و متفکر فرانسوی

پل فولکیه (به فرانسوی: Paul Foulquié) (متولد ۱۸۹۳- درگذشته ۱۹۸۳) فیلسوف و متفکر فرانسوی بود. کتاب‌های او عمدتاً در حوزه متافیزیک، نقد فلسفه، اگزیستانسیالیسم و هستی‌شناسی است.